# Iapu
Iapu é um município brasileiro no interior do estado de Minas Gerais, Região Sudeste do país. Localiza-se no Vale do Rio Doce e pertence ao colar metropolitano do Vale do Aço. Sua população recenseada em 2022 era de 12.030 habitantes.

## História
A área onde está situado o atual município de Iapu fora explorada pela primeira vez no começo do século XIX, apesar de que artigos de cerâmica encontrados na região apontam a presença de povos indígenas em tempos anteriores. A 26 de dezembro de 1822, tem-se a chegada de Raimundo José de Souza e seu sobrinho Antônio Bronza de Souza, que acamparam à margem de um ribeirão, denominado por eles de Santo Estevão em honra ao dia do santo ser comemorado naquela data. As terras férteis atraíram novos moradores na década de 1880 e, posteriormente, a construção de uma pequena capela consolidou a formação do povoado.
Dado o desenvolvimento, foi criado o distrito, denominado Santo Estevão e subordinado a Caratinga, pela lei municipal nº 116, de 30 de setembro de 1901. A lei estadual nº 843, de 7 de setembro de 1923, alterou a denominação distrital para Boachá, voltando a se chamar Santo Estevão pela lei estadual nº 1.035, de 20 de setembro de 1928. Pelo decreto estadual nº 148, de 17 de dezembro de 1938, o distrito foi transferido para Inhapim, tendo sua denominação alterada para Iapu pelo decreto estadual nº 1.058, de 31 de dezembro de 1943.
A emancipação de Iapu foi decretada pela lei estadual nº 336, de 27 de dezembro de 1948, instalando-se em 1º de janeiro de 1949. Estava composto pelos distritos de Bugre e São João do Oriente, além da sede. Em 30 de dezembro de 1962, pela lei estadual nº 2.764, foi criado o distrito de São Sebastião da Barra, ao mesmo tempo que São João do Oriente foi elevado à categoria de município. Bugre também foi emancipado pela lei estadual n° 12.030, de 21 de dezembro de 1995.

## Geografia
De acordo com a divisão regional vigente desde 2017, instituída pelo IBGE, o município pertence às Regiões Geográficas Intermediária e Imediata de Ipatinga. Até então, com a vigência das divisões em microrregiões e mesorregiões, fazia parte da microrregião de Caratinga, que por sua vez estava incluída na mesorregião do Vale do Rio Doce.
Ainda segundo o IBGE, Iapu é constituído de dois distritos: Iapu (distrito-sede) e São Sebastião da Barra.

### São Sebastião da Barra
São Sebastião da Barra é um distrito do município brasileiro de Iapu, no interior do estado de Minas Gerais. De acordo com o Instituto Brasileiro de Geografia e Estatística (IBGE), sua população no ano de 2010 era de 1 022 habitantes, sendo 504 homens e 518 mulheres, possuindo um total de 413 domicílios particulares. Foi criado pela lei estadual nº 2.764 de 30 de dezembro de 1962.

## Imagens

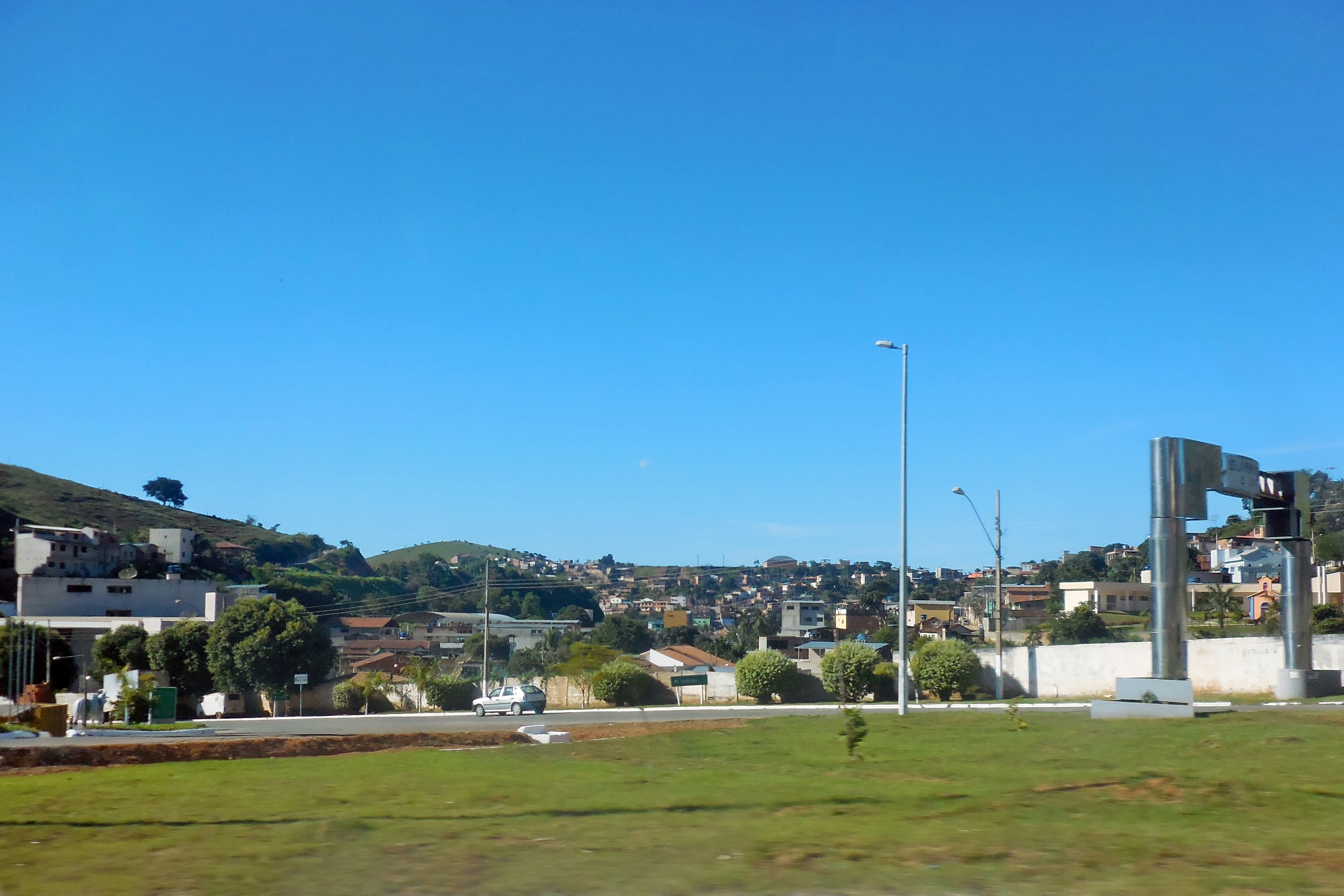
Entrada da cidade pela BR-458
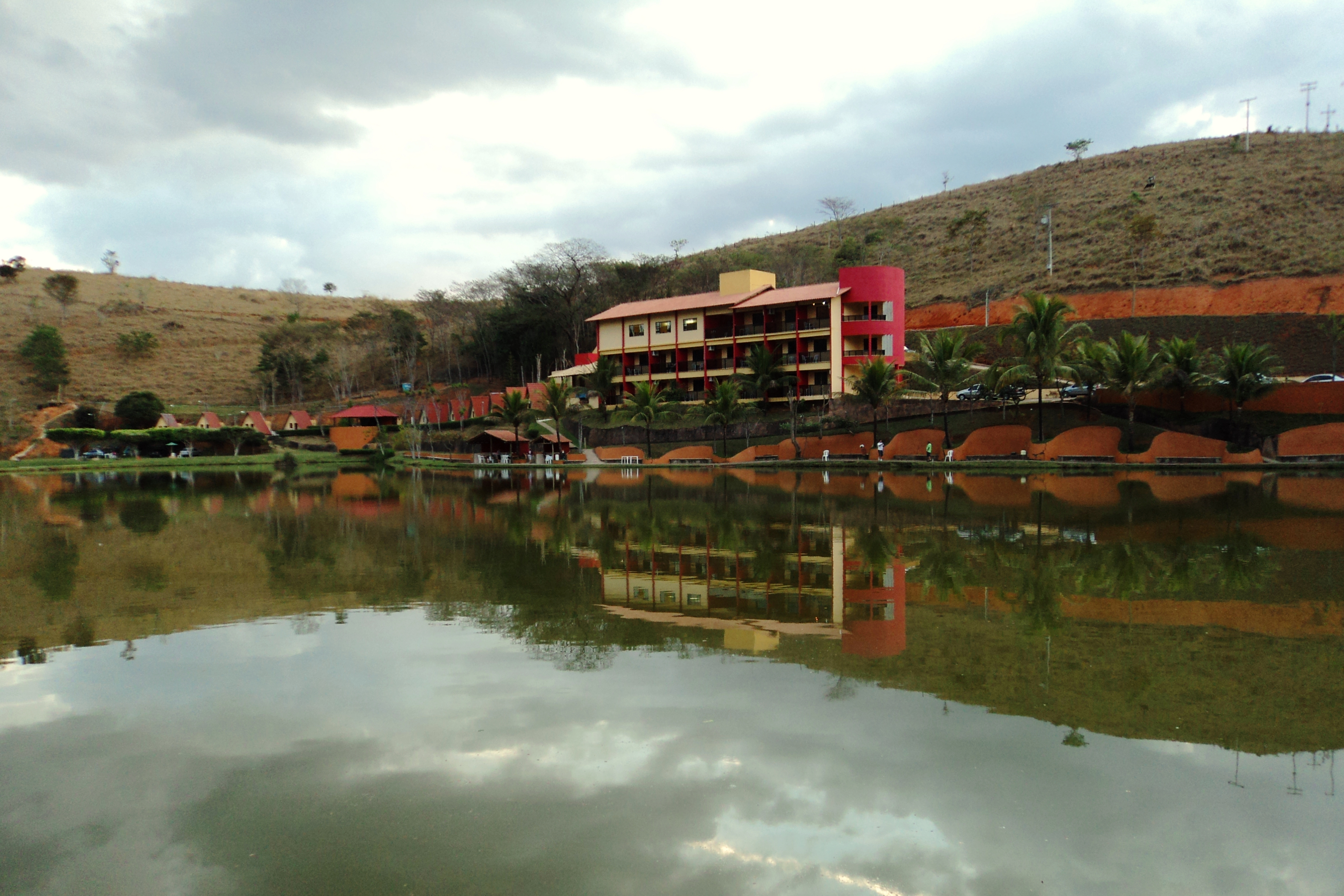
Iapu Country Club